# Centaurea glaberrima
Centaurea glaberrima là một loài thực vật có hoa trong họ Cúc. Loài này được Tausch mô tả khoa học đầu tiên năm 1827.